# Ivan Vasiljev
Ivan Mikhajlovitsj Vasiljev (Russisch: Иван Михайлович Васильев; Kostroma, 7 september 1984) is een triatleet uit Rusland. Hij nam namens zijn vaderland deel aan de Olympische Spelen (2012) in Londen, waar hij eindigde op de dertiende plaats in de eindrangschikking met een tijd van 1:48.43. Vasiljev won in 2013 de Europese titel op de olympische afstand.

## Palmares

### triatlon
- 2013: 12e WK olympusche afstand - 1859 p
- 2015: 99e WK olympische afstand - 248 p